# Zeppa (enigmistica)
In enigmistica la zeppa è uno schema che a partire da una parola ne ottiene un'altra inserendo una lettera (o una sillaba) al suo interno. È pertanto l'inverso dello scarto. Nel caso particolare che la lettera sia apposta all'inizio e/o alla fine della parola, la zeppa prende il nome di aggiunta iniziale, aggiunta finale, aggiunta di estremi. Si parla invece di bizeppa nel caso che la stessa lettera sia inserita due volte nella parola. Se la lettera inserita gemina una consonante si può parlare poi di raddoppio o raddoppiamento. 
Nomi alternativi della zeppa e dell'aggiunta attengono all'ambito dei fenomeni fonetici: protesi (aggiunta iniziale), epentesi (zeppa), paragoge (aggiunta finale). Comuni in passato, tali nomi sono però caduti in disuso, in quanto più adatti a descrivere aggiunte fra parole equipollenti, cioè senza variazioni di significato, non ammesse in enigmistica. Al pari di scarti e cambi, anche le zeppe possono avvenire in successione.
La nomenclatura della zeppa è, di per sé, abbastanza anomala: non esiste alcun motivo per cui questo schema debba cambiare denominazione secondo la posizione della lettera aggiuntiva, ma per tradizione si preferisce mantenere il ricorso all'immagine metaforica del cuneo usato in falegnameria (la zeppa, appunto) quando l'aggiunta avviene nel corpo della parola. C'è poi un'ulteriore incongruenza, poiché zeppa e aggiunta non specificano mai il tipo di lettera usata (vocale o consonante), cosa che invece può avvenire nello scarto.

## Esempi

### Zeppe
- Zeppa: oro / orco
- zeppa: abito / arbitro
- Zeppe: cane / canne / canone / cannone

### togliere
sale 
- Aggiunta iniziale: alice / calice
- Aggiunta finale: sport / sporta
- Aggiunta di estremi: astronomi / gastronomia